# 후지이 아야카
후지이 아야카(일본어: 藤井 彩加 ふじい あやか[*])는 일본의 여성 성우. 이바라키현 출신. 아토믹 몽키 소속.

## 출연작

### TV 애니메이션
- 2017년
  - 나의 히어로 아카데미아 2기 - 커플
- 2018년
  - 카드캡터 사쿠라 클리어 카드 편 - 학생
  - 허긋토! 프리큐어 - 작은 해리
- 2019년
  - 유레카! 발명왕 키트 - 플레이어D, 여자A, 휘파람새 양, 여자
  - 카드파이트!! 뱅가드 - 전무녀 쿠쿠리히메, 아이, 점원
- 2020년
  - 도라에몽 - 뉴스 캐스터, 요괴의 아이
  - 히프노시스 마이크 -Division Rap Battle- - 간호사B, 인질, 야스사다의 여동생, 여성C, 관객B 외
- 2021년
  - 섀도 하우스
  - 발키리의 식탁 2 - 여학생C, 스탠
  - BLUE REFLECTION RAY - 점원
  - 어설트 릴리 후르츠 - 아이자와 카즈하

### 게임
- 소녀전선 - HK45, PP-19-01